# Rio Branco (přítok Ría Negra)
Rio Branco je řeka v Brazílii ve státě Roraima. Je přibližně 1300 km dlouhá včetně zdrojnice Urariquira a její zdrojnice Parima. Povodí má rozlohu přibližně 195 000 km².

## Průběh toku
Vzniká soutokem řek Urariquira a Takutu, přičemž první z nich pramení pod názvem Parima na východních svazích horského hřbetu Serra Parima. Řeka protéká Guyanskou vysočinou a Amazonskou nížinou. Ústí zleva do Ría Negra.

## Vodní režim
V létě (červen a červenec) dochází k povodním. Průměrný průtok vody činí přibližně 5400 m³/s.

## Využití
Vodní doprava je možná od vesnice Caracaraí a v období vysokých vodních stavů až do města Boa Vista.